# Svizzera ai XIV Giochi olimpici invernali
La Svizzera partecipò ai XIV Giochi olimpici invernali, svoltisi a Sarajevo, Jugoslavia, dall'8 al 19 febbraio 1984, con una delegazione di 42 atleti impegnati in otto discipline.